# Unión de Danzantes y Voladores de Papantla

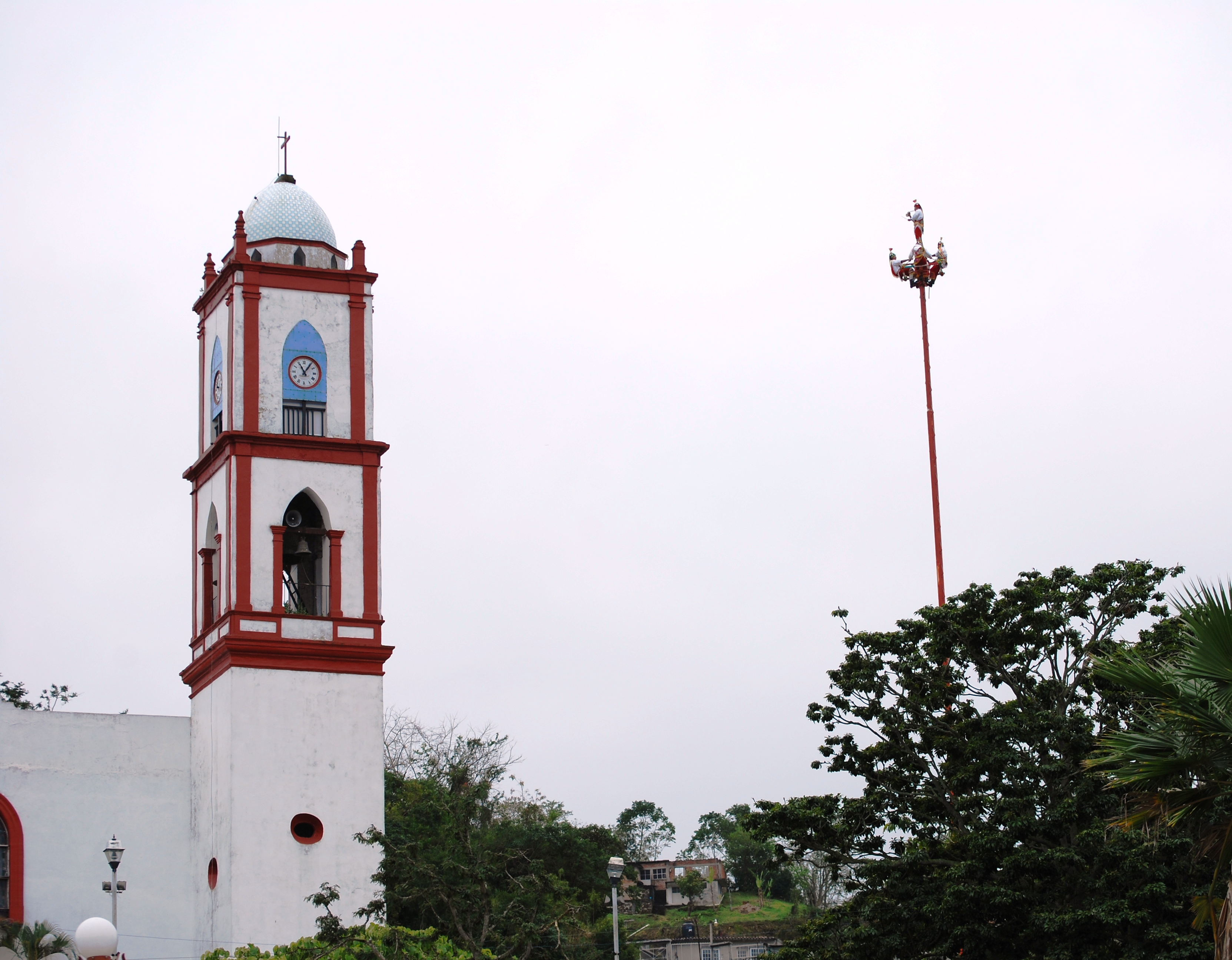
Campanario de la iglesia de Papantla y palo con voladores dispuestos a iniciar el rito.

La Unión de Danzantes y Voladores de Papantla es un grupo de indígenas constituido desde el 20 de diciembre de 1975 cuya finalidad es preservar y difundir las danzas regionales y rituales folklóricos. Tal y como su nombre lo indica, tiene su sede en Papantla de Olarte, en el estado mexicano de Veracruz de Ignacio de la Llave.

## Estructura
La Unión fue conformada por 18 grupos de danza y 94 integrantes provenientes de diversas comunidades aledañas a Papantla. Para ser admitido el individuo debe contar con experiencia en alguna danza, hablar totonaco y ser mayor de 14 años. Entre sus danzantes hay negritos, guaguas, moros y cristianos, y, especialmente, los voladores. Estos últimos ejecutan el rito de los voladores. La Unión fomenta la organización de escuelas de danzantes no sólo para preservar las tradiciones sino para difundir en general la cultura totonaca.

## Presentaciones

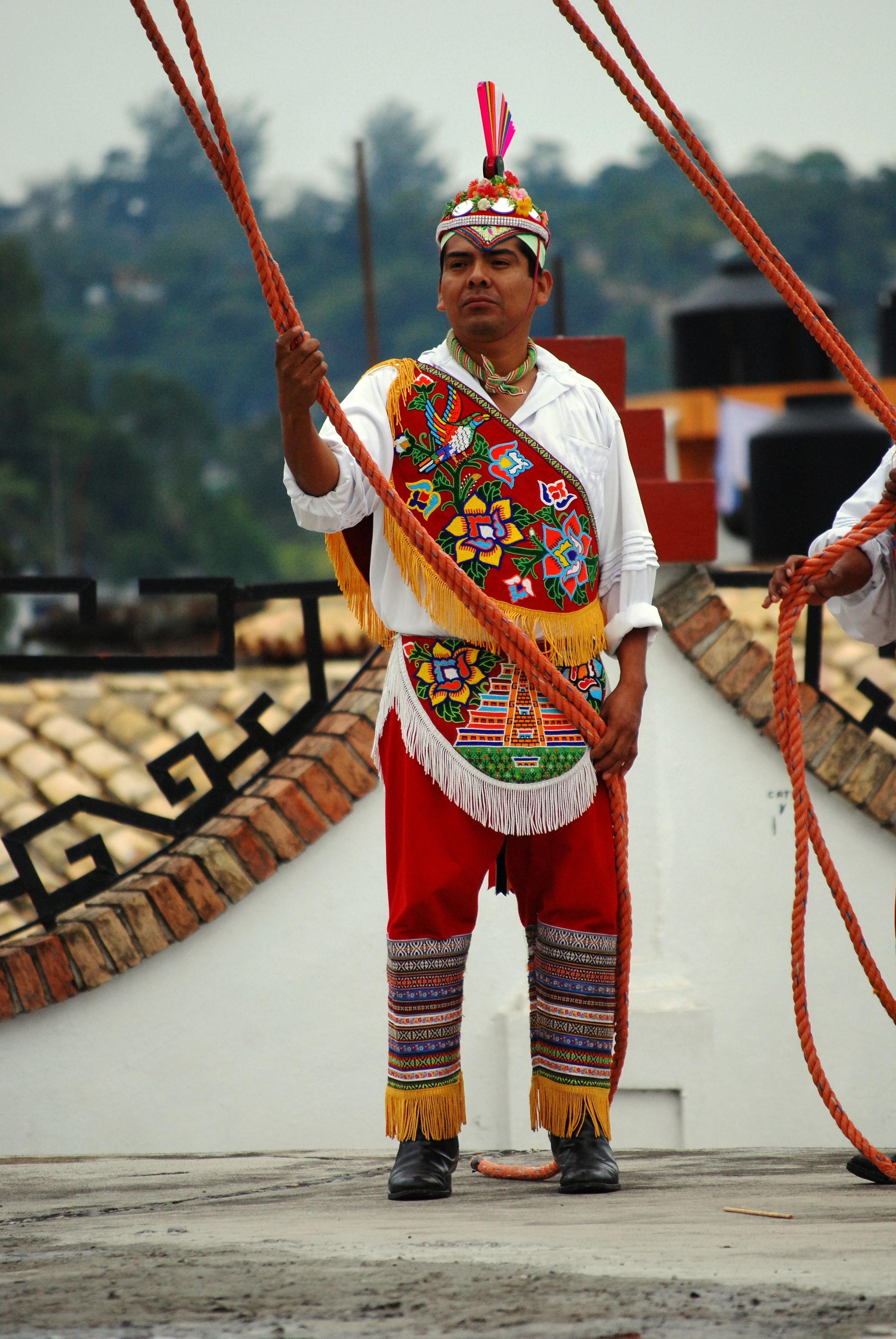
Indumentaria de volador de Papantla.

Durante sus casi cuarenta años de existencia sus danzantes se han presentado en diversos estados de México así como en Alemania, Canadá, Chile, Colombia, Cuba, Dinamarca, España, Estados Unidos, Francia, Inglaterra, Japón y Países Bajos. Asimismo, han participado en eventos deportivos y culturales, tales como los Juegos Olímpicos de Barcelona y la celebración del Encuentro de Dos Mundos en Sevilla en 1992.

## Premios y distinciones
- Mención Honorífica del Premio Nacional de la Juventud en 1986.
- 1.er. lugar en el Concurso de Danzas Folklóricas de la Federación Nacional de Artesanos Campesinos, otorgado por la Confederación Nacional Campesina (CNC) en 1983.
- Premio Nacional de Ciencias y Artes en el área de Artes y Tradiciones Populares por la Secretaría de Educación Pública en 2000.